# Марковичский сельсовет
Марковичский сельсовет (бел. Ма́ркавіцкі сельсавет) — административная единица на территории Гомельского района Гомельской области Республики Беларусь. Административный центр — деревня Марковичи.

## История
19 июня 2008 в состав Марковичского сельсовета включены населённые пункты упразднённого Глыбоцкого сельсовета —  Глыбоцкое и Зимний.

## Состав
Марковичский сельсовет включает 7 населённых пунктов:
- Гадичево — деревня
- Глыбоцкое — деревня
- Зимний — посёлок
- Марковичи — деревня
- Поддобрянка — посёлок
- Роги-Илецкий — посёлок
- Холмы — посёлок